# Distributiecarter
Een distributiecarter is een deel van een motorblok waarin de aandrijving van het kleppenmechanisme zich bevindt.

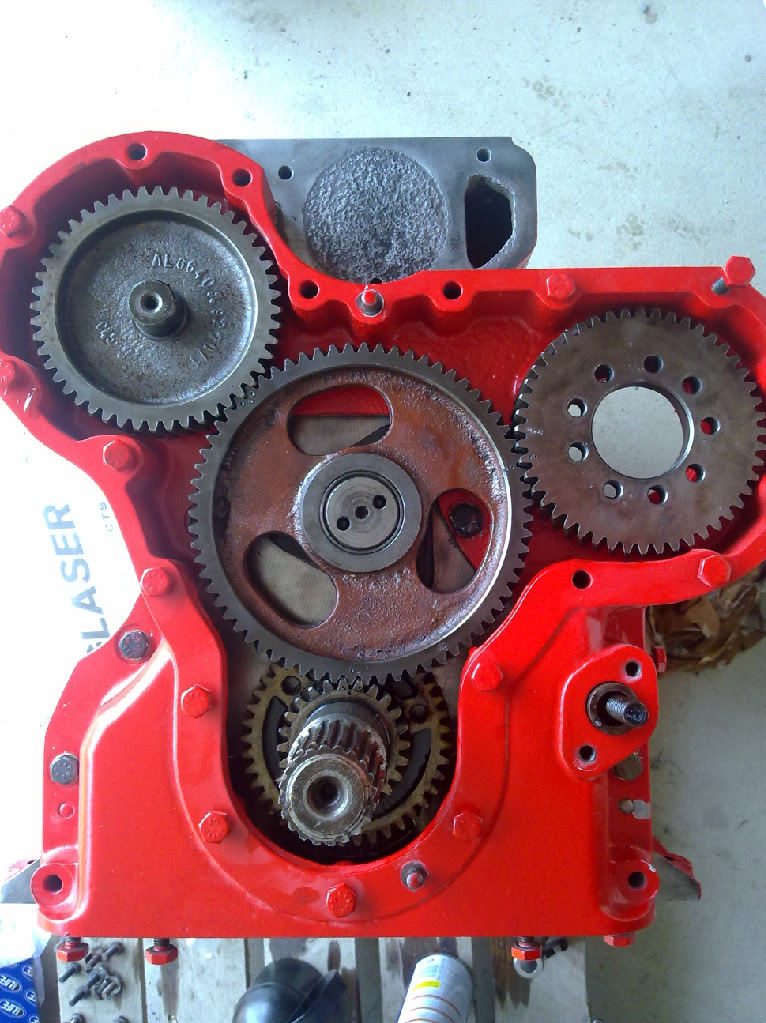
Distributiecarter met tandwieloverbrenging: Onderin het krukastandwiel, links boven het nokkenastandwiel, rechts boven het tandwiel voor de brandstofinspuitpomp en in het midden een tussentandwiel om de afstanden te overbruggen.

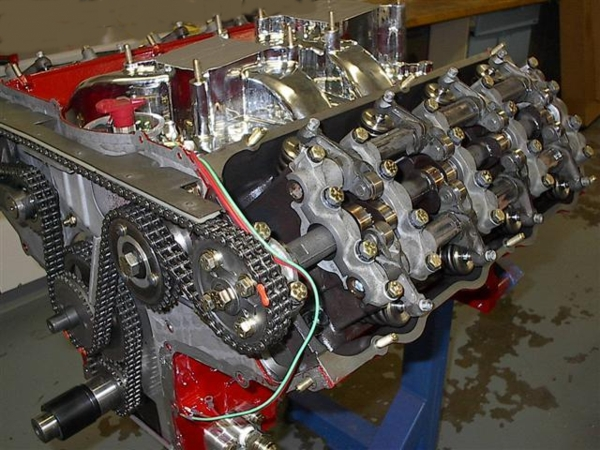
Distributiecarter met duplex-nokkenaskettingen van een V8

Het distributiecarter bevindt zich meestal aan de voorkant van het motorblok. Hier bevinden zich de distributietandwielen en/of de distributieketting die de nokkenas(sen) aandrijven.
De aandrijving van de nokkenas(sen) moet door een of andere vorm van tandwieloverbrenging geschieden zodat er geen "slip" kan optreden waardoor de timing van de nokkenas(sen) kan ontstaan. Het distributiecarter maakt deel uit van het motorblok omdat het op die wijze kan worden voorzien van smeerolie.

## Tandwieloverbrenging
Bij een tandwieloverbrenging zit er een tandwiel op het uiteinde van de krukas en een tandwiel op het uiteinde van de nokkenas. Het nokkenastandwiel is altijd twee keer zo groot als het krukastandwiel, waardoor het met de halve snelheid draait. Dit omdat tijdens het viertaktproces de krukas twee omwentelingen maakt, terwijl de kleppen slechts één keer mogen openen (de inlaatklep tijdens de inlaatslag en de uitlaatklep tijdens de uitlaatslag). De tandwieltrein bevat meestal meer dan twee tandwielen. Vaak zijn er tussentandwielen nodig om de afstand tussen krukas en nokkenas te overbruggen, maar ook andere componenten (zoals een brandstofinspuitpomp) worden door tandwielen aangedreven. 

## Kettingoverbrenging
Als een nokkenasketting wordt gebruikt, wordt de constructie niet alleen goedkoper, maar ook lichter en stiller. De afstand tussen krukas en nokkenas kan zonder tussentandwielen worden overbrugd, maar er moet wel een (automatische) kettingspanner worden gebruikt om de spanning van de ketting constant te houden. Bij zware (diesel)motoren wordt kettingaandrijving niet toegepast.

## Riemoverbrenging
In moderne auto's worden de nokkenassen en overige componenten bijna altijd aangedreven door een getande riem. Omdat deze riem geen smering behoeft, is er geen distributiecarter meer nodig. De riemaandrijving bevindt zich buiten de motor achter een kunststof stofkap die eenvoudig te verwijderen is.